# La comtessa Alexandra
La comtessa Alexandra (títol original: Knight Without Armour) és una pel·lícula de drama històric britànica de 1937 protagonitzada per Marlene Dietrich i Robert Donat. Va ser dirigida per Jacques Feyder i produïda per Alexander Korda a partir d'un guió de Lajos Bíró adaptat per Frances Marion de la novel·la homònima de 1933 de James Hilton. La partitura musical va ser de Miklós Rózsa, la seva primera per a una pel·lícula, utilitzant música addicional de Txaikovski. Està doblada al català.

## Argument
Després de dos anys com a agent britànic tsarista fent-se passar per un comissari rus, A.J. Fothergill intenta rescatar una comtessa russa dels seus captors bolxevics.

## Repartiment
- Marlene Dietrich com Alexandra Adraxine, nascuda Vladinoff
- Robert Donat com A.J. Fothergill / "Peter Ouranoff"
- Irene Vanbrugh com Ducquessa
- Herbert Lomas com General Gregor Vladinoff
- Austin Trevor com Coronel Adraxine
- Basil Gill com Axelstein
- David Tree com Maronin
- John Clements com Poushkoff
- Frederick Culley com Stanfield
- Laurence Hanray com Coronel Forester
- Dorice Fordred com minyona
- Hay Petrie com cap d'estació
- Miles Malleson com comissari begut

## Producció
Segons Robert Osborne de Turner Classic Movies, Donat va patir un atac greu d'asma crònica durant una setmana durant la producció, fet que va fer que Alexander Korda considerés substituir-lo. Dietrich el va convèncer d'esperar fins que Donat es recuperés.
El setembre de 1936, dues locomotores LNER Classe J15 (números 7541 i 7835) van ser retirades pel LNER i venudes a London Film Productions per utilitzar-les en aquesta pel·lícula. Les locomotores es van traslladar als estudis de Denham, on van patir una modificació estètica per semblar més russes. Més tard es van vendre al Departament de Guerra i van treballar al ferrocarril de Shropshire i Montgomeryshire com a WD221 i WD212. Durant el seu servei de guerra, tots dos van estar involucrades en incidents i van tornar a Stratford el 1944 i posteriorment van ser desballestades.
Els decorats van ser dissenyats per Lazare Meerson el reconegut franco-rus.

## Recepció
El crític de New York Times, Frank Nugent, va elogiar la pel·lícula, aprovant el canvi de títol del llibre (de Without Armour a Knight Without Armor ), "ubicant-la en el regne de la cavalleria i l'aventura". Va descriure la producció com "una fusió perfecta de diversos talents notables, una barreja tan serena que no podem estar segurs de quina divisió té més crèdit... És una pel·lícula ben narrada: colorida, romàntica, melodramàtica i entretinguda". Nugent va destacar la representació "commovedora" de John Clements de Poushkoff, i va predir que "probablement escoltarem més d'ell". De fet, Clements tenia una carrera brillant per davant, inclòs el títol de cavaller.
En un article de 2016 per a Criterion, el crític Michael Sragow assenyala que "Entre 1935 i 1940, quan (Greene era el crític de cinema de The Spectator i del setmanari de curta durada Night and Day, cap pel·lícula d'espies va obtenir més elogis d'ell. Knight Without Armour ... (Greene va descriure la pel·lícula com) "el melodrama del tipus més atractiu, l'heroic somni de complir els desitjos de l'adolescència a tot el món". Però li encantava igual. Utilitzant un dels termes més alts d'elogi en el seu lèxic crític, Greene el va anomenar "un thriller de primera classe". "La ressenya completa de Greene apareix al final de l'article.
La ressenya de Variety va ser una mica desfavorable: "Un esforç laboriós per mantenir aquesta pel·lícula neutral sobre el tema de la Revolució Russa finalment eclipsa completament la senzilla història d'amor entre Marlene Dietrich i Robert Donat... Les actuacions en general són bones, tot i que Dietrich es limita ella mateixa per semblar glamurosa en qualsevol entorn o vestit".
A Dietrich se li havia promès 250.000 dòlars més el 10% dels beneficis bruts pels seus esforços. L'extravagància habitual de Korda va donar lloc a un pressupost de 350.000 dòlars, gran part gastat en escenaris i vestits autèntics, i la pel·lícula no va obtenir cap benefici. Korda no va poder pagar completament a Dietrich, però va acceptar renunciar a la resta si Korda contractava a Josef von Sternberg per dirigir I, Claudius.